# Cecilio Guante
Cecilio Guante Magallane (nacido el 1 de febrero de 1960 en Villa Mella) es un ex lanzador dominicano que jugó en las Grandes Ligas de Béisbol desde 1982 hasta 1990. Hizo su debut en Grandes Ligas con los Piratas de Pittsburgh y terminó su carrera después de jugar con los Indios de Cleveland. Terminó con 29 victorias y 34 derrotas con una efectividad de 3.48. Guante se desempeñó exclusivamente como lanzador de relevo (a excepción de 1990, cuando lanzó como abridor).

## Carrera
Guante fue firmado como amateur por los Piratas de Pittsburgh en 1979. Fue llamado a grandes ligas en 1982. Jugó cinco temporadas con los Piratas, trabajando exclusivamente como un lanzador de relevo. Su temporada fuerte fue en 1985, cuando tuvo un récord de 6-4 en 63 partidos jugados. Guante lanzó 109.0 entradas, hizo 92 ponches, con una efectividad de 2.72 y un WHIP de 1.138.
En 1987, Guante fue cambiado a los Yanquis de Nueva York, equipo que buscaba reforzar su pitcheo. Fue canjeado junto a Pat Clements y Rick Rhoden a los Yankees por Doug Drabek, Brian Fisher, y Logan Easley.
Para empeorar las cosas en los Yankees, Guante tuvo una efectividad de 5.73 en 1987. Aunque Guante tuvo un año estadísticamente sólido en 1988 (con 5 victorias y una efectividad de 2.82), fue cambiado a los Rangers de Texas por Dale Mohorcic antes que la temporada terminara. Guante jugó dos temporadas completas antes de salir de la Grandes Ligas.
Guante jugó brevemente para los Leones Uni-President de la liga china CPBL en 1992 después de salir de las Grandes Ligas.
Guante llevaba una "G" gigante en su guante, como se puede ver aquí.